# Société antiesclavagiste de Belgique
De Société antiesclavagiste de Belgique (Antislavernijmaatschappij van België) was een 19e-eeuwse vereniging die zich tot doel stelde om de Arabische slavernij in Afrika te bestrijden. Ze werd in 1888 opgericht door voornamelijk katholieke intellectuelen, onder leiding van graaf Hippolyte d'Ursel. De aanzet was gegeven door een preek van de Franse kardinaal Charles Martial Lavigerie in de Sint-Michiels en Sint-Goedelekathedraal (augustus 1888). In januari 1889 waren er al 700 leden en 300.000 frank fondsen. Het abolitionisme van de société was getint met imperialisme. In de jaren 1890 organiseerde de vereniging vier militaire expedities tegen de arabo-swahilische slavenhandelaars die actief waren in het oosten van de Kongo-Vrijstaat:
- 1890-92: de expeditie Hinck-Kerckhoven-Ectors op de Congostroom en de Lomami, vertrokken vanaf de westkust, kende weinig succes en trok zich al snel terug.
- 1891-92: de expeditie Jacques-Storms-Docquier-Renier-Vrithoff stichtte Albertville (tegenwoordig Kalemie) en bracht Rumaliza verschillende nederlagen toe.
- 1892-93: de expeditie Long-Duvivier-Demol kwam vanaf de oostkust Jacques en Docquier te hulp en kon Albertville ontzetten.
- 1893-96: de expeditie Descamps-Miot-Chargois voer de Zambezi op en werkte samen met Jacques, Dhanis en Wouters. Na de militaire successen van de Kongo-Vrijstaat ruimde Descamps de laatste verzetshaarden op.

De vereniging publiceerde het tijdschrift Le mouvement antiesclavagiste (redactie Louis Delmer), in 1899 gefuseerd met het blad van de Oeuvre des Missions Catholiques au Congo. De vereniging was ook nauw betrokken bij de conferentie die tot een internationaal antislavernijverdrag zou leiden (de Conventie van Brussel). Ze organiseerde nadien nog een vervolgconferentie in het Academiënpaleis om druk te zetten op de landen die het verdrag afwezen (Nederland en het Ottomaanse Rijk).

## Voetnoten
1. ↑  Daniel Laqua, The Age of Internationalism and Belgium, 1880-1930. Peace, Progress and Prestige, Oxford University Press, 2015, blz. 52